# Рейс 801 Trans Brasil
Катастрофа Boeing 707 під Сан-Паулу — авіаційна катастрофа, що сталася 21 березня 1989 року. Вантажний літак Boeing 707-349C бразильської авіакомпанії Transbrasil (або Trans Brasil) виконував внутрішній рейс TR801 (або TBA801) за маршрутом Манаус — Сан-Паулу. Майже о 12-й годині смуга «09 ліва» була зайнята іншим літаком, тому диспетчер дав дозвіл виконувати посадку на «09 права», але попередив, що о 12:00 вона зачиняється на ремонт. Управління здійснював пілот-інструктор, який, виконавши швидкісне зниження, об 11:55 повністю випустив закрилки та аеродинамічні гальма, унаслідок чого машина вийшла з-під контролю та впала на житлові будинки у східній частині Сан-Паулу. У катастрофі загинули всі 3 члени екіпажу, а також 22 особи на землі.